# 溫德斯庫普冰原島峰
64°25′S 59°7′W / 64.417°S 59.117°W
溫德斯庫普冰原島峰（英語：Windscoop Nunataks），是南極洲的冰原島峰，位於葛拉漢地的努登舍爾德海岸，處於波爾菲里海崖和陶爾峰之間，海拔高度約400米，現時由南極條約體系管理。